# BK Mladá Boleslav
A BK Mladá Boleslav egy cseh jégkorongcsapat Mladá Boleslavban. A csapat az első osztályú Tipsport Extraligában játszik.

## Története
A csapatot 1908-ban alapították BK Mladá Boleslav néven.

### Korábban használt nevek
- 1908 – BK Mladá Boleslav (Bruslařský klub Mladá Boleslav)
- 1927 – Mladoboleslavský SK (Mladoboleslavský sportovní klub)
- 1939 – BK Mladá Boleslav (Bruslařský klub Mladá Boleslav)
- 1948 – Sokol BK Mladá Boleslav (Sokol Bruslařský klub Mladá Boleslav)
- 1950 – ZSJ AZNP Mladá Boleslav (Závodní sokolská jednota Automobilové závody národní podnik Mladá Boleslav)
- 1966 – TJ Auto Škoda Mladá Boleslav (Tělovýchovná jednota Auto Škoda Mladá Boleslav)
- 2000 – HC Mladá Boleslav (Hockey Club Mladá Boleslav)
- 2004 – BK Mladá Boleslav (Bruslařský klub Mladá Boleslav)

## Helyezések
Cseh Extraliga: 4. hely (2015-16, 2020-21, 2021-22)